# Río Petawawa

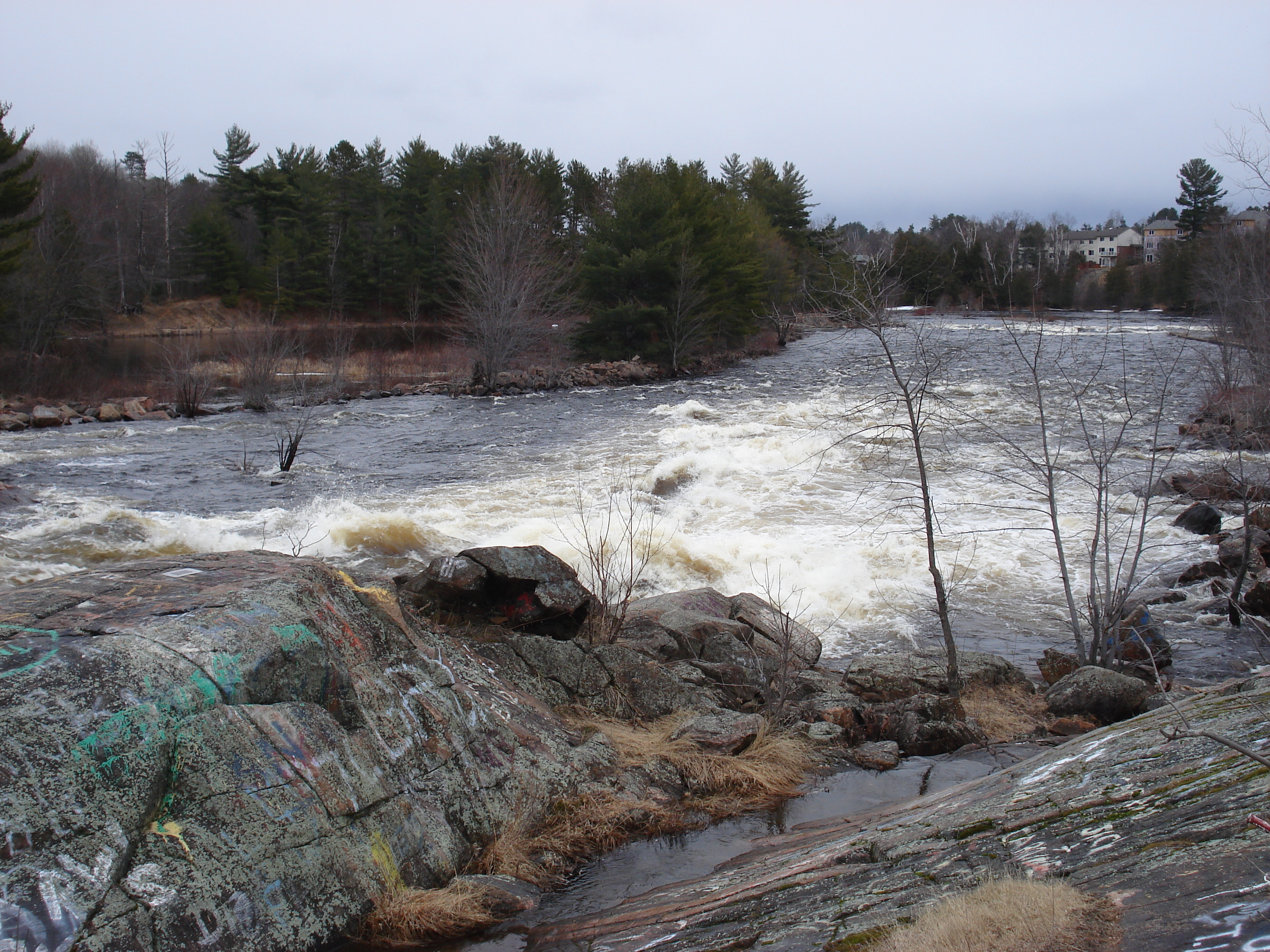
Río Petawawa en la ciudad homónima.

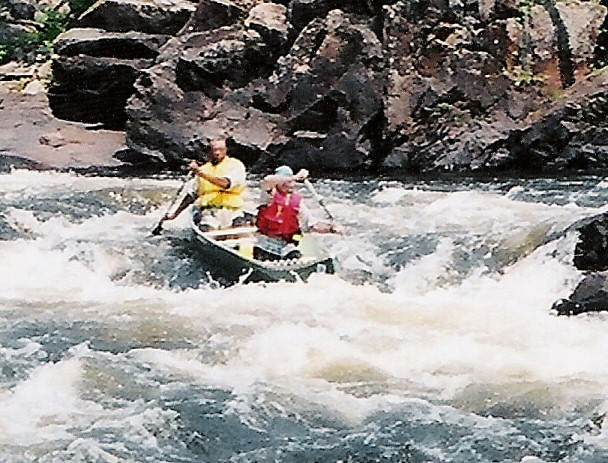
Peligrosa corentada en los rápidos de Crooked en el Parque Algonquin

El río Petawawa (del inglés: 'Petawawa River') es un corto río de Canadá, un afluente por la margen derecha del río Ottawa que discurre por el este de la provincia de Ontario.
El Petawawa tiene una longitud de 187 km y drena una cuenca de 4200 km², con una descarga promedio de 45 m³/s (datos de: Atlas de Canadá).

## Geografía
El río Petawawa comienza en el lago Butt, en el norte del Parque Algonquin y fluye hacia el este, desembocando en el río Ottawa en la ciudad de Petawawa, Ontario. 
El nombre del río proviene del idioma algonquina, que significa «donde se oye un ruido como éste», en referencia a sus numerosos rápidos. Desde finales del 1800 hasta la década de 1960, existen registros donde se ha utilizado el río para el transporte de madera de las zonas boscosas que rodean el río. El río es popular entre los practicantes de kayak, debido a sus rápidos de aguas blancas y los hermosos paisajes que le rodean, a menudo espectaculares.
Parte del río Petawawa se encuentra en el Ottawa-Bonnechere Graben, una grieta o falla geológica de 175 millones de años de antigüedad.
Los principales afluentes de este río son los siguientes: 
- Río Barron
- Río Crow (río del cuervo)
- Arroyo Madawaska
- Río Nipissing
- Río Norte(Petawawa)

- Datos: Q821612
- Multimedia: Petawawa River / Q821612